# Cheiloneurus glaphyra
Cheiloneurus glaphyra är en stekelart som först beskrevs av Walker 1837.  Cheiloneurus glaphyra ingår i släktet Cheiloneurus och familjen sköldlussteklar. Inga underarter finns listade i Catalogue of Life.